# Marele Premiu al Austriei din 2021
Marele Premiu al Austriei din 2021 (cunoscut oficial ca Formula 1 BWT Grosser Preis von Österreich 2021) a fost o cursă de Formula 1 care s-a desfășurat între 2 și 4 iulie 2021 în Spielberg, Austria. Cursa a fost cea de-a noua etapă a Campionatului Mondial de Formula 1 din 2021.

## Clasament

### Calificări
| Poz.                  | Nr. | Pilot              | Constructor               | Timpi calificări | Timpi calificări | Timpi calificări | Grila finală |
| Poz.                  | Nr. | Pilot              | Constructor               | Q1               | Q2               | Q3               | Grila finală |
| --------------------- | --- | ------------------ | ------------------------- | ---------------- | ---------------- | ---------------- | ------------ |
| 1                     | 33  | Max Verstappen     | Red Bull Racing-Honda     | 1:04,249         | 1:03,927         | 1:03,720         | 1            |
| 2                     | 4   | Lando Norris       | McLaren-Mercedes          | 1:04,345         | 1:04,415         | 1:03,768         | 2            |
| 3                     | 11  | Sergio Pérez       | Red Bull Racing-Honda     | 1:04,833         | 1:04,483         | 1:03,990         | 3            |
| 4                     | 44  | Lewis Hamilton     | Mercedes                  | 1:04,506         | 1:04,258         | 1:04,014         | 4            |
| 5                     | 77  | Valtteri Bottas    | Mercedes                  | 1:04,563         | 1:04,376         | 1:04,049         | 5            |
| 6                     | 10  | Pierre Gasly       | AlphaTauri-Honda          | 1:04,841         | 1:04,412         | 1:04,107         | 6            |
| 7                     | 22  | Yuki Tsunoda       | AlphaTauri-Honda          | 1:04,967         | 1:04,518         | 1:04,273         | 7            |
| 8                     | 5   | Sebastian Vettel   | Aston Martin-Mercedes     | 1:04,846         | 1:04,493         | 1:04,570         | 11           |
| 9                     | 63  | George Russell     | Williams-Mercedes         | 1:04,907         | 1:04,553         | 1:04,591         | 8            |
| 10                    | 18  | Lance Stroll       | Aston Martin-Mercedes     | 1:04,927         | 1:04,547         | 1:04,618         | 9            |
| 11                    | 55  | Carlos Sainz Jr.   | Ferrari                   | 1:04,596         | 1:04,559         | N/A              | 10           |
| 12                    | 16  | Charles Leclerc    | Ferrari                   | 1:04,906         | 1:04,600         | N/A              | 12           |
| 13                    | 3   | Daniel Ricciardo   | McLaren-Mercedes          | 1:04,977         | 1:04,719         | N/A              | 13           |
| 14                    | 14  | Fernando Alonso    | Alpine-Renault            | 1:04,472         | 1:04,856         | N/A              | 14           |
| 15                    | 99  | Antonio Giovinazzi | Alfa Romeo Racing-Ferrari | 1:04,782         | 1:05,083         | N/A              | 15           |
| 16                    | 7   | Kimi Räikkönen     | Alfa Romeo Racing-Ferrari | 1:05,009         | N/A              | N/A              | 16           |
| 17                    | 31  | Esteban Ocon       | Alpine-Renault            | 1:05,051         | N/A              | N/A              | 17           |
| 18                    | 6   | Nicholas Latifi    | Williams-Mercedes         | 1:05,195         | N/A              | N/A              | 18           |
| 19                    | 47  | Mick Schumacher    | Haas-Ferrari              | 1:05,427         | N/A              | N/A              | 19           |
| 20                    | 9   | Nikita Mazepin     | Haas-Ferrari              | 1:05,951         | N/A              | N/A              | 20           |
| Regula 107%: 1:08,746 |     |                    |                           |                  |                  |                  |              |
| Sursa:                |     |                    |                           |                  |                  |                  |              |

Note
- ^1 – Sebastian Vettel a primit o penalizare de 3 locuri pe grila de start pentru că l-a împiedicat pe Fernando Alonso în timpul calificărilor.[4]

### Cursa
| Poz.                                                                            | Nr. | Pilot              | Constructor               | Tururi | Timp/Retras | Puncte |
| ------------------------------------------------------------------------------- | --- | ------------------ | ------------------------- | ------ | ----------- | ------ |
| 1                                                                               | 33  | Max Verstappen     | Red Bull Racing-Honda     | 71     | 1:23:54,513 | 26     |
| 2                                                                               | 77  | Valtteri Bottas    | Mercedes                  | 71     | +17,973     | 18     |
| 3                                                                               | 4   | Lando Norris       | McLaren-Mercedes          | 70     | +20,019     | 15     |
| 4                                                                               | 44  | Lewis Hamilton     | Mercedes                  | 71     | +46,452     | 12     |
| 5                                                                               | 55  | Carlos Sainz Jr.   | Ferrari                   | 71     | +57,144     | 10     |
| 6                                                                               | 11  | Sergio Pérez       | Red Bull Racing-Honda     | 71     | +57,915     | 8      |
| 7                                                                               | 3   | Daniel Ricciardo   | McLaren-Mercedes          | 71     | +1:00,395   | 6      |
| 8                                                                               | 16  | Charles Leclerc    | Ferrari                   | 71     | +1:01,195   | 4      |
| 9                                                                               | 10  | Pierre Gasly       | AlphaTauri-Honda          | 71     | +1:01,844   | 2      |
| 10                                                                              | 14  | Fernando Alonso    | Alpine-Renault            | 70     | +1 tur      | 1      |
| 11                                                                              | 63  | George Russell     | Williams-Mercedes         | 70     | +1 tur      |        |
| 12                                                                              | 22  | Yuki Tsunoda       | AlphaTauri-Honda          | 70     | +1 tur      |        |
| 13                                                                              | 18  | Lance Stroll       | Aston Martin-Mercedes     | 70     | +1 tur      |        |
| 14                                                                              | 99  | Antonio Giovinazzi | Alfa Romeo Racing-Ferrari | 70     | +1 tur      |        |
| 15                                                                              | 7   | Kimi Räikkönen     | Alfa Romeo Racing-Ferrari | 70     | +1 tur      |        |
| 16                                                                              | 6   | Nicholas Latifi    | Williams-Mercedes         | 70     | +1 tur      |        |
| 17                                                                              | 5   | Sebastian Vettel   | Aston Martin-Mercedes     | 69     | Accident    |        |
| 18                                                                              | 47  | Mick Schumacher    | Haas-Ferrari              | 69     | +2 tururi   |        |
| 19                                                                              | 9   | Nikita Mazepin     | Haas-Ferrari              | 69     | +2 tururi   |        |
| Ab                                                                              | 31  | Esteban Ocon       | Alpine-Renault            | 0      | Accident    |        |
| Cel mai rapid tur: Max Verstappen (Red Bull Racing-Honda) - 1:06,200 (turul 62) |     |                    |                           |        |             |        |
| Sursa:                                                                          |     |                    |                           |        |             |        |

| Loc    | 1  | 2  | 3  | 4  | 5  | 6 | 7 | 8 | 9 | 10 | CMRT |
| Puncte | 25 | 18 | 15 | 12 | 10 | 8 | 6 | 4 | 2 | 1  | 1    |

Note
- ^1 – Include un punct pentru cel mai rapid tur.
- ^2 – Sergio Pérez a primit o penalizare de 10 secunde pentru că l-a împins pe Charles Leclerc în afara pistei.[5]
- ^3 – Yuki Tsunoda a primit o penalizare de 5 secunde pentru că a linia de la intrarea la boxe.[5]
- ^4 – Lance Stroll a primit o penalizare de 5 secunde pentru că a depășit viteza pe linia boxelor.[5]
- ^5 – Kimi Räikkönen a terminat pe locul 16, dar a primit o penalizare de a trece pe la linia boxelor convertită într-o penalizare de 20 de secunde pentru că a cauzat un accident cu Sebastian Vettel. S-a clasat pe locul 15 din cauza penalizării primite de Nicholas Latifi.[5]
- ^6 – Nicholas Latifi a terminat pe locul 15, dar a primit o penalizare de oprire la boxe de 10 secunde convertită într-o penalizare de 30 de secunde pentru că nu a respectat steagurile galbene.[5]
- ^7 – Sebastian Vettel a fost inclus în clasament pentru că parcurs mai mult de 90% din cursă.[5]
- ^8 – Nikita Mazepin a terminat pe locul 15, dar a primit o penalizare de oprire la boxe de 10 secunde convertită într-o penalizare de 30 de secunde pentru că nu a respectat steagurile galbene. Nu a avut niciun efect întrucât a terminat cursa pe ultimul loc.[5]

## Clasamentele campionatelor după cursă
|        | Poz. | Pilot           | Puncte |
| ------ | ---- | --------------- | ------ |
|        | 1    | Max Verstappen  | 182    |
|        | 2    | Lewis Hamilton  | 150    |
|        | 3    | Sergio Pérez    | 104    |
|        | 4    | Lando Norris    | 101    |
|        | 5    | Valtteri Bottas | 92     |
| Sursa: |      |                 |        |

|        | Poz. | Constructor           | Puncte |
| ------ | ---- | --------------------- | ------ |
|        | 1    | Red Bull Racing-Honda | 286    |
|        | 2    | Mercedes              | 242    |
|        | 3    | McLaren-Mercedes      | 141    |
|        | 4    | Ferrari               | 122    |
|        | 5    | AlphaTauri-Honda      | 48     |
| Sursa: |      |                       |        |

- Notă: Doar primele cinci locuri sunt prezentate în ambele clasamente.